# Сентрал Вали (Јута)
Сентрал Вали (енгл. Central Valley) град је у америчкој савезној држави Јута.

## Демографија
По попису из 2010. године број становника је 528.
| Група             | 2000.    | 2010.       |
| Белци             | 0 (0,0%) | 512 (97,0%) |
| Афроамериканци    | 0 (0,0%) | 2 (0,4%)    |
| Азијати           | 0 (0,0%) | 0 (0,0%)    |
| Хиспаноамериканци | 0 (0,0%) | 11 (2,1%)   |
| Укупно            | 0        | 528         |